# Passion (eksperimentalfilm)
|  | Denne artikel er oprettet af botten Steenthbot ud fra en ekstern database. Den kan derfor have sproglige fejl eller mangler. Denne skabelon kan fjernes efter kontrol af indholdet. |

 For alternative betydninger, se Passion. (Se også artikler, som begynder med Passion)
Passion er en dansk eksperimentalfilm fra 1994 instrueret af Christian Grønvall efter eget manuskript.

## Handling
København 1910. En pige får breve fra en afrejst kæreste? En lille film, der handler om ikke at kunne få det, man gerne vil have.